# Manoel Nunes
Manoel Nunes, conegut com a Neco, (São Paulo, 5 de març, 1895 - São Paulo, 31 de maig, 1977) fou un futbolista brasiler de les dècades de 1910 i 1920.

## Trajectòria
Romangué la major part de la seva trajectòria futbolística al club Corinthians. Fou el primer futbolista al qual el club li construí una estàtua (el 1929). En total jugà durant 17 anys al club paulista.
Jugà amb la selecció del Brasil, amb la qual guanyà dues Copes Amèrica els anys 1919 i 1922. Amb Corinthians guanyà el campionat paulista set vegades, essent màxim golejador els anys 1914 i 1920.
Fou entrenador del Corinthians diversos cops, guanyant un nou campionat paulista l'any 1937.

## Palmarès

### Jugador
- Copa Amèrica de futbol: 1919, 1922
- Campionat paulista: 1914, 1916, 1922, 1923, 1924, 1928, 1930

### Entrenador
- Campionat paulista: 1937